# Blasconuño de Matacabras
Blasconuño de Matacabras es un municipio y localidad española de la provincia de Ávila, en la comunidad autónoma de Castilla y León. El término municipal tiene una población de 14 habitantes (INE 2024).

## Geografía
La localidad está situada a una altitud de 786 m sobre el nivel del mar, en la comarca de La Moraña. Se trata del municipio situado más al norte de la Provincia de Ávila.
| Noroeste: Bobadilla del Campo (Valladolid) | Norte: Cervillego de la Cruz (Valladolid) | Noreste: Fuente el Sol (Valladolid)   |
| Oeste: Madrigal de las Altas Torres        |                                           | Este: Moraleja de Matacabras          |
| Suroeste: Madrigal de las Altas Torres     | Sur: Madrigal de las Altas Torres         | Sureste: Madrigal de las Altas Torres |

## Historia
Hacia mediados del siglo XIX, el lugar tenía contabilizada una población de 77 habitantes. La localidad aparece descrita en el cuarto volumen del Diccionario geográfico-estadístico-histórico de España y sus posesiones de Ultramar de Pascual Madoz de la siguiente manera:

BLASCONUÑO DE MATACABRAS: l. con ayunt. de la prov., adm. de rent. y dioc. de Avila (11 1/2 leg.), part. jud. de Arévalo (4 1/2), aud. terr. de Madrid (23 1/2), c. g. de Castilla la Vieja (Valladolid 12): sit. en terreno bastante llano; le combaten todos los vientos y su clima prod. fiebres intermitentes. Tiene 20 casas de un solo piso y mala distribucion inferior; una plaza de figura irregular; sus calles sin empedrar, son casi intransitables en el invierno; hay una escuela de instruccion primaria, comun á ambos sexos; una fuente de agua potable, y una igl. parr. (San Martin), servida por un párroco, cuyo curato es de entrada , de presentacion de S. M. en los meses apostólicos, y del ob. en los ordinarios con arreglo al concordato; el cementerio se halla en paraje que no ofende la salud pública. Confina el térm. con Lomoviejo, Castellanos de Arévalo y Moraleja de Matacabras. El terreno en lo general es llano y flojo, prod. comunmente 4 fan. por una de sembradura. Tiene 1,500 fan. de tierra cultivable y 40 incultas, de las primeras hay 40 de primera suerte, destinadas á trigo y cebada; 400 de segunda, á trigo y algarrobas, y 1,600 de tercera, á centeno; se siembra cada año la mitad, quedando la otra en descanso; hay ademas algunos pastos y majuelos. caminos: los de pueblo á pueblo. prod.: lo ya referido, poco vino, garbanzos y hortalizas; cria ganado lanar, caballar, vacuno y de cerda; caza de liebres y algun lobo. ind.: agricultura. comercio: esportacion de los frutos sobrantes para los mercados de Arévalo y Medina del Campo, en cuyos puntos se surten los hab. de este pueblo, de todo lo necesario. pobl.: 14 vec., 77 alm. cap. prod.: 588,625 rs. imp.: 23,545: ind. y fabril: 3,450. contr.: 2,735 reales 15 maravedises.
(Madoz, 1846, p. 359)

## Demografía
Blasconuño de Matacabras cuenta con una población de 14 habitantes (INE 2024).
| Gráfica de evolución demográfica de Blasconuño de Matacabras entre 1842 y 2021                                        |
| |
| Población de derecho según los censos de población del INE. Población de hecho según los censos de población del INE. |

## Patrimonio
En la localidad hay una iglesia parroquial bajo la advocación de San Martín.